# Whitland
Whitland (en anglais) ou Hendy-gwyn (en gallois) est une ville du pays de Galles située dans l'ouest du comté du Carmarthenshire, près de la frontière du Pembrokeshire. En 2011, sa population était de 1 792 habitants.

## Toponymie
Le nom anglais de la ville signifie « pays blanc », du vieil anglais hwīt « blanc » et land « pays ». Il est attesté sous la forme latine Alba Landa en 1214, puis anglaise en 1309.
Le nom gallois Hendy-gwyn a un sens légèrement différent et renvoie à une « vieille (hen) maison (tŷ) blanche (gwyn) ». Il est lui aussi d'abord attesté sous sa forme latine : on trouve une mention de Alba Domus en 1191.